# Форт Џонсон Норт (Луизијана)
Форт Џонсон Норт (енгл. Fort Johnson North) насељено је место без административног статуса у америчкој савезној држави Луизијана.

## Демографија
По попису из 2010. године број становника је 2.864, што је 415 (-12,7%) становника мање него 2000. године.
| Група             | 2000.         | 2010.         |
| Белци             | 1.922 (58,6%) | 1.909 (66,7%) |
| Афроамериканци    | 698 (21,3%)   | 329 (11,5%)   |
| Азијати           | 68 (2,1%)     | 64 (2,2%)     |
| Хиспаноамериканци | 389 (11,9%)   | 430 (15,0%)   |
| Укупно            | 3.279         | 2.864         |